# Wereldkampioenschappen schaatsen afstanden 2023 - 5000 meter vrouwen
De 5000 meter vrouwen op de wereldkampioenschappen schaatsen afstanden 2023 werd gereden op zondag 5 maart 2023 in het ijsstadion Thialf in Heerenveen, Nederland.
Titelverdediger Irene Schouten wist haar titel te prolongeren. Tweede werd Ragne Wiklund en de derde plaats was voor Martina Sáblíková.

## Uitslag
| #      | Schaatser             | Land      | Tijd          |
| ------ | --------------------- | --------- | ------------- |
| Goud   | Irene Schouten        | Nederland | 6.41,25 BR/pr |
| Zilver | Ragne Wiklund         | Noorwegen | 6.46,15 pr    |
| Brons  | Martina Sáblíková     | Tsjechië  | 6.47,78       |
| 4      | Isabelle Weidemann    | Canada    | 6.49,94       |
| 5      | Sanne in 't Hof       | Nederland | 6.54,77       |
| 6      | Momoka Horikawa       | Japan     | 6.58,78 pr    |
| 7      | Sofie Karoline Haugen | Noorwegen | 7.06,52       |
| 8      | Valérie Maltais       | Canada    | 7.07,25       |
| 9      | Magdalena Czyszczoń   | Polen     | 7.15,67       |
| 10     | Claudia Pechstein     | Duitsland | 7.15,76       |
| 11     | Josie Hofmann         | Duitsland | 7.21,41 pr    |

1996 · 
1997 · 
1998 · 
1999 · 
2000 · 
2001 · 
2003 · 
2004 · 
2005 · 
2007 · 
2008 · 
2009 · 
2011 · 
2012 · 
2013 · 
2015 · 
2016 · 
2017 · 
2019 · 
2020 · 
2021 · 
2023 · 
2024 · 
2025